# Zakon privlačenja
Zakon privlačenja je ime dato verovanju da fokusiranjem na pozitivne ili negativne misli možete doneti u Vaš život pozitivni ili negativni rezultat. Ovo verovanje se zasniva na ideji da su ljudi i njihove misli napravljeni od "čiste energije", i verovanju da energija privlači energiju.
Sve što vidite, sve što Vas okružuje, jeste rezultat Vašeg svesnog uma u kombinaciji sa podsvesnim umom, gde ga Vaša podsvest manifestuju za Vas. To je zakon privlačenja na delu. Moć pozitivnog razmišljanja, kombinovanog sa duhovnim rastom koji daje moć Vašoj svesti i koja će omogućiti Vašoj podsvesti da manifestuje Vaše želje.

## Istorija
Sve ono što Vam se u životu događa Vi privlačite u svoj život. Privlačite ga snagom slika u svom umu. Snagom onoga što mislite. Privlačite sve ono o čemu razmišljate. Najveći učitelji koji su ikada živeli rekli su nam da je zakon privlačnosti najmoćniji zakon Svemira.
Pesnici poput Viljema Šekspira, Roberta Brauninga i Viljema Blejka govore o tome u svojim pesmama. Muzičari poput Ludviga fon Betovena izražavaju tu spoznaju u svojoj muzici. Umetnici poput Leonarda da Vinčija prikazuju je u svojim slikama. Veliki mislioci kao što su Sokrat, Platon, Ralf Valdo Emerson, Pitagora, Frensis Bejkon, Isak Njutn, Johan Volfgang fon Gete i Viktor Igo zapisali su je u svojim delima i učenjima. Imena su im besmrtna, a njihov legendarni uticaj se oseća vekovima.
Religije poput hinduizma, hermetičkih tradicija, budizma, judaizma, hrišćanstva i islama, te civilizacije poput drevnih Vavilonaca i Egipćana prenele su taj zakon u svojim spisima i usmenom predanju. Mnogi su ga vekovima beležili u svim njegovim oblicima i možemo ga pronaći u drevnim zapisima. Zapisan je u kamenu 3000. godine pre Hrista. Iako su neki ljubomorno čuvali to znanje, uvek se moglo otkriti.
Taj je zakon nastao na početku vremena. Oduvek je postojao i uvek će postojati. Taj zakon određuje sveukupni poredak Svemira, svaki trenutak Vašeg života i svako pojedino iskustvo koje u životu doživite. Nije važno ko ste i gde živite. Svemoćni zakon privlačnosti oblikuje čitavo Vaše životno iskustvo, a to čini putem Vaših misli. Vi putem vlastitih misli prizivate zakon privlačnosti u delovanje.
Godine 1912. Čarls Hanel je zakon privlačnosti opisao kao “najveći i najtačniji zakon na kojem počiva čitav sistem stvaranja”.
Naučnici su dobro dokumentovali život drevnih Vavilonaca i njihov veliki napredak. Poznato je da su Vavilonci napravili jedno od sedam svetskih čuda, viseće vrtove Vavilona. Zahvaljujući svom razumevanju i primeni zakona Svemira postali su jedan od najbogatijih naroda u istoriji.

## Prošlost, sadašnjost, budućnost
Bilo o čemu da razmišljamo, govorimo, zamišljamo ili posmatramo, mi jednostavno to tražimo.Zakon privlačenja očitava samo vibracije misli i osećanja i po njima se vodi, tako da dobijamo suštinu istih misli i osećanja.
Ako se vraćate na prošlost, iz nje izvlačite samo dešavanja koja su u Vama izazvala dobre emocije. Takvo razmišljanje vezano za prošlost, znači da tražite još takvih emocija, da tražite da Vam se dešavaju slične stvari koje će izazvati slične ili iste emocije u još većoj količini.
Ako razmišljate o sada, ako sagledavate situaciju u kojoj se nalazite, iz nje vadite samo stvari koje želite da zadržite i da ih dobijete još. Usredsredite se na ono sto Vam se dopada, tada Vam uskoro dolazi to što tražite. Neka Vam fokus u sadašnjem trenutku bude samo na onome što Vam prija.
Ako zamišljate budućnost, vidite je onako kako bi voleli da Vam se desi. Osetite tu radost života kakvog želite. I tada ćete dobiti suštinu emocija koje izazivate Vašim mislima. Vizualizacijom, Vi stvarate slike željenih stanja, izazivate emocije u skladu sa slikama i tako vršite traženje. Zakon privlačenja će očitati Vašu vibraciju i doneti Vam njenu suštinu.
Posmatrači najčešće vide ono što jeste, i u dobrim vremenima oni imaju koristi a u lošijim vremenima imaju štete, jer samo proživljavaju ono što čuju i vide u svom okruženju. Bilo o čemu da pričate, Vi takođe tražite, jer reči su takođe misli, a one izazivaju osećanja a onda je to opet vibracija kojom se vodi zakon privlačenja.
U svim ovim situacijama, u svakom slučaju, to je traženje. Ovog trenutka bilo o čemu da razmišljate, bilo o čemu da govorite, čemu god poklanjate pažnju, Vi tražite, a emocije koje Vam se javljaju Vam pokazuju šta tražite, kakvo iskustvo. Jer smo mi ovde da bi imali što više iskustava, mi jesmo emocionalna bića, mi jesmo vibraciona bića i mi jesmo ti koji biraju šta žele da iskuse u ovoj fizičkoj realnosti. U svakoj vrsti traženja ono o čemu treba voditi računa su emocije koje imate. Zato šta god da radite, zastanite i pitajte sebe šta osećate.

## Pozitivne i negativne vibracije
Mnogi koji su upoznati sa funkcionisanjem zakona privlačenja,očekuju da se njima, nakon praktične upotrebe,nikad ništa negativno neće dešavati, da će živeti bez ikakvog problema.
Pogrešno je shvatanje da primenom zakona privlačenja više nikad niko neće imati ništa negativno u svom iskustvu. Jednostavni razlog za to je što su te negativnosti jako dobre i imaju svoju svrhu. Mi ih tretiramo kao negativnost, ali je istina da su one bitne za razvoj i napredak. One su u suštini samo raznolikost sa svrhom. Sve što postoji ima svrhu pa i negativnost.
Od pozitivnih do negativnih doživljaja veliki je spektar. Razlika je u stepenu ili količini. Ta raznolikost i taj stepen omogućavaju različite nivoe napretka i razvoja, različit tempo širenja. Svaka negativnost u nama pobuđuje neprijatan osećaj ali je i pokazatelj naše sklonosti. Svaki nedostatak je trenutni problem ali podstiče na traženje rešenja tog problema. Jednostavno sve ima svoju svrhu. Svako iskustvo ima svoju svrhu, kao i sve što postoji ima svoju svrhu. Cela ta svrha je razvoj, napredak, evolucija, širenje i život.
Zamislite da je sve idila, da je sve savršeno, da je sve idealno i da imate sve što postoji kao svoje, zamislite da su svi savršeni i da su svi isti. To bi značilo da bi život stao, da ne bi mogli napredovati, da nema širenja ni života. To bi bilo samouništenje. Kraj. Ali srećom, to nije tako. Naše negativnosti nam služe, daju nam širenje, daju nam izbor, daju nam razvoj. I ako shvatite da su nužne i neophodne, i da su Tvorčev način razvoja, i da nas navode na akciju i na kreativnost, i da nas guraju napred, onda Vam je jasno da samo mi, nesvesni nužnosti takve raznolikosti u našim životima i doživljavamo ih tako sa nerazumevanjem. Negativnosti nikad neće prestati da se dešavaju, ali tretman i odabir tih iskustava će pomoći našem kreiranju i životu.
Tako da Vi možete birati lepe stvari, lepe doživljaje i pozitivno razmišljati čak i o negativnim stvarima, a kad to shvatite i kad pogledate sa druge pozicije ništa neće biti isto, nećete ih doživeti na tako težak način, već ćete posmatrati kao neophodnost i kao dobro, kao mogućnost izbora.
Dakle, pojava negativnosti služi razvoju. Ali Vi možete najveći deo svog života posvetiti radosti i lepim doživljajima sa što manje negativnih dešavanja, uz novo sagledavanje da je sve dobro i da je život lep, zabavan i dobar. Prihvatite ih i tretirajte na drugačiji način. Jer ovo je mnogo bolje nego što mi mislimo. Možete svesno upravljati životom koji će negativnosti samo ponekad u manjoj količini donositi u Vaš život i to samo toliko dok ne nađete svoju svrhu i otkrijete svoje sklonosti. Zakon privlačenja doneće Vam sve što tražite i ono što Vam je potrebno za napredak.
Tvorac svega,najveća inteligencija i najmoćnija sila, nikad ne bi dozvolila da se život ugasi i da nema razvoja i širenja, sem ako ne bi rešio da poništi sam sebe.
Svaki trenutak ste u nekom raspoloženju i imate neki osećaj. U ovom trenutku sada, raspoloženje ili osećaj koji imate Vas izaziva da emitujete ili šaljete negativnu ili pozitivnu vibraciju.
Zakon privlačenja reaguje na vibraciju koju nudite. Upravo sada, u ovom trenutku, raspoloženje koje šaljete u univerzum se vraća u istom tom obliku, davajući Vam još više toga. Na primer, kada se osoba probudi, ponedeljkom, prvi osećaj ujutru je mrzovolja ili slično negativno raspoloženje. I dok ona šalje ovu negativnu vibraciju, zakon privlačenja reaguje, odgovara na vibracije i daje osobi još više negativnog raspoloženja i negativnih situacija.(Zakon privlačenja uvek odgovara vašoj vibraciji, bila ona pozitivna ili negativna.). Dakle, ta osoba ustaje iz kreveta, kasni na posao, klijent otkazuje sastanak i ono što prvo pomisli ta osoba je "Bolje da sam ostao u krevetu!". Ili, sa druge strane, prodavalac nekretnina je uzbuđen zbog velike prodaje koju je izdejstvovao, čime šalje pozitivne vibracije. Ubrzo nakon toga, dobija još jednu idealnu ponudu. U oba primera, glavni uzrok dešavanja je zakon privlačenja. On odvija i organizuje sve što treba da se desi da bi time osoba vratila još više emocija koje šalje, naravno, bez obzira da li su one negativne ili pozitivne. Naučićete kako da postanete "namerni" pošiljalac Vaše vibracije, tako da možete promeniti rezultate koje ste dobijali i imati više onoga što želite a manje onoga što ne želite.

## Negacije
“Pozitivna i negativna osećanja ne mogu zauzeti um u isto vreme. Jedna ili druga moraju preovladati. Vaša je odgovornost da se uverite da pozitivna osećanja predstavljaju preovladavajući uticaj vašeg uma." - Napoleon Hil
Nije bitno da li mislite pozitivno ili negativno, oba se mogu ispoljiti. Na primer, ako ste stalno zabrinuti jer nemate dovoljno novca ili ste u dugovima, imaćete i dalje finansijskih problema. S druge strane, ukoliko se osećate zdravo i sretno, privući ćete još više toga u svoj život. Većina ljudi ne obraća pažnju na svoje misli. Ne primećujući, privlače negativne ljude i situacije u svoj život. Uz pomoć zakona privlačenja možete privući dobre stvari u svoj život, ali isto tako i loše. Kada čovek nauči da upravlja svojim mislima, može da stvori život kakav je oduvek hteo živeti.

## Zamišljanje
Sve vibracije su u slozi i mi na to ne možemo nikako da utičemo, ali nas svemir uvek dovodi u sklad sa vibracijama koje emitujemo. Svim tim vibracijama upravlja zakon privlačenja. On razvrstava vibracije tako što se slične vibracije približavaju, a različite odbijaju. Ne postoji ništa u fizičkom i nefizičkom svetu što nije vibracija i čime ne upravlja zakon privlačenja. Dobar primer je, ako prolazite pored čopora pasa lutalica i razmišljate da li će da Vas napasti, pas može osetiti da li ga se neko plaši ili ne. Ako je to istina, to je očigledan primer da ljudsko telo proizvodi vibracije određene učestalosti koje u ovom primeru životinje mogu da osete. Kao što ne moramo da znamo kako radi računar ili kola da bismo ih koristili, tako ne moramo ni da znamo kako radi zakon privlačenja. Zato ako namerno počnemo da upravljamo svojim osećanjima bićemo u stanju da privučemo stvari sličnih vibracija.
Ipak, ovde postoji i mala prepreka. Naime, da bismo privukli stvari koje želimo u svoj život, nije dovoljno da samo pomislimo na to. Zamislite kakav bi to svet bio ako bi se sve želje automatski odmah ispunjavale. Samom željom se ne proizvodi vibracija koja je neophodna da privuče vibraciju na kojoj pulsira ta želja. Neophodno je da prvo ponudimo vibraciju i tek onda možemo da očekujemo ostvarenje. A kako ćemo da ponudimo vibraciju? Vrlo jednostavno. Tako što ćemo da zamislimo da nam se želja ostvarila. Imaćemo “viđenje” ostvarenja želje, sa intenzivnim bojama i emocijama koje prate to stanje. Naš mozak nije u stanju da razlikuje stvarni događaj i intenzivno zamišljen događaj i zato će da počne da odašilje vibraciju kao da nam se želja već ostvarila.

## Vizuelizacija
Vizuelizacija nije neka posebna veština koju samo mali broj ljudi ima, svako ima sposobnost da vizualizuje. Jedna od zanimljivih stvari o vizuelizaciji je da dvoje ljudi nikad neće zamisliti istu stvar na isti način. Na primer, ako hoću da stvorim sliku kuće u mojoj glavi, ta kuća neće isto izgledati meni i nekome drugom zbog naših životnih događaja, sećanja, iskustva i samog načina na koji opažamo stvari. Za vizualizaciju sve što trebate da uradite je da stvorite sliku o tome šta želite da postignete, i da se osećate kao da već to i imate. Tako na primer, ako želite da smršate, možete sebe zamisliti u savršenoj težini a ne u postupku mršavljenja, jer bi sam taj postupak time i odužili. Ako želite da postignete određeni finansijski cilj, možete zamisliti sebe kako proveravate bankovni račun i da je novac već na Vašem računu.

## Primena zakona privlačenja
Svaki sekund se krećemo iz jednog paralelnog svemira u drugi, a od stanja našeg uma će zavisi kako će da izgleda svemira u kojem ćemo da se nalazimo za 5,10,60 dana. Naravno, da bi ovladali ovom stvaralačkom, božanskom silom i da bi mogli da stvaramo upravo onako kako mi želimo, koliko god to veliko ili suludo bilo, potrebno je vreme i trud. Moramo da uložimo trud da postajemo svesniji svakog dana. Um je nešto najsuptilnije što koristimo svakog dana, mnogo je teže ovladati njime nego bilo čim. Ali ne treba da Vas plaši, jer je savršeno izvodljivo, samo je pitanje vremena i odlučnosti da se uspe. Nije na nama da razumemo sve. Postoji deo nas koji je veći od nas samih i koji najbolje zna kako stvari treba da se odigraju, na nama je jedino da odlučimo ŠTA želimo, a KAKO, prepustite “višoj sili”.
1. Priprema: Meditacija, samoposmatranje i život u sadašnjem trenutku. Prvi, osnovni i neophodni korak. Postati svestan svega što se dešava u nama i oko nas. Šta je tačno to što želimo i zašto želimo? Odakle ta želja i da li će nas to zaista učiniti srećnim? Da li je to naše najveće uzbuđenje ili je samo prolazni hir koji bi nam doneo više štete nego koristi? Potrebno je sesti i popričati sa samim sobom. Postati svestan svih ideja koje imamo, a koje će da štete procesu manifestovanja i raditi na tome da se promene, preformulišu. Na primer, ako želimo da stvorimo više novca u svojoj realnosti, a od malih nogu smo učeni nešto poput: novac je uzrok svog zla u svetu, mi novca nemamo, za novac je potrebno debelo da se namučimo, ne može pošten čovek da bude bogat, novac ne raste na drvetu i sl. Iako mi novac želimo, želja tu nije dovoljna ako u dubini duše mi držimo ova uverenja. Te misli izviru iz stanja nemaštine. Bogati ljudi veruju sve suprotno. Njihovo uverenje je nastalo zato što svuda oko sebe vide potvrdu da novca ima u izobilju. Dokaz je stvorio uverenje, a tajna je u tome da ovaj proces može da radi i obrnuto – da uverenje stvori dokaz. Jednostavna fizika: ako naterate žicu na gitari da vibrira - proizvešće se zvuk. Ako u telu gitare proizvedete zvuk koji je iste frekvencije kao zvuk koji proizvodi žica, žica će da vibrira. Teško je stvoriti uverenje koje ne odgovara okruženju. To je na neki način definicija ludosti i zato je potrebna masivna samokontrola i svesnost. Dajte sebi vremena i prostora da rastete u razumevanju samog sebe jer je ipak ovo intimni proces stvaranja sopstvenog života. Takođe, budite svesni svoje okoline i znakova koji mogu da posluže kao smernice ili inspiracija.
2. Vizualizacija: Ništa što vidite oko sebe nije došlo u postojanje i manifestaciju a da pre toga nije bilo u nečijem umu. Ako se nije rodilo prvo kao misao, nije moglo da postane materija. Jasno vidite šta želite. Zamislite kao da je već onako kako želite da bude. Iskoristite maštu do kraja. Dodajte zvuke, mirise, osećaj dodira. Sada slede osećanja. Kako se osećamo sada kada to imamo? Kakav bi bio komentar ljudi u našoj okolini? Dodajmo i njihovo oduševljenje Vašoj magičnoj manifestaciji. Odvojite najmanje 5 minuta svakog dana da bi ste kreirali što potpuniji doživljaj u Vašoj glavi. Neka Vam to bude prva stvar pre nego što odete na spavanje i kada se probudite. Intenzitet, dužina i učestalost ovih maštarenja će da odredi koliko brzo će da se dešava.
3. Delovanje: Jednostavno nastaviti sa svojim svakodnevnim aktivnostima sa apsolutnom verom da želja može da se ostvari i da hoće, te da će viši um naći najbolji način kako i kada. To kada će svakako da zavisi od razlike između naše sadašnje realnosti i te koju smo zamislili, ali svakako je moguće mnogo brže nego što zamišljamo, ali samo ako dozvolimo. Zato mislim da nije dobro postavljati bilo kakve vremenske odredbe, čak ni one optimističke. Verovatno će da Vam se desi da Vas posle nekoliko dana ideja pogodi kao grom. Nemojte da oklevate da delujete. Iako se možda nije dogodilo baš ono što ste očekivali i ne izgleda da Vam stvari idu u korist, budite sigurni da je promena napravljena i da ste za korak bliži.
4. Istrajnost: Moramo biti odlučni u svojoj nameri i ne odustajati dokle god se ne ostvari! Držati uverenje da će se ostvariti i ne tražiti potvrdu iz spoljašnjeg sveta da li je efikasno ili nije. Odbacite sve predrasude o tome šta treba da se dogodi i prepustite se misteriji. Iako univerzum ne zna razliku između onoga što mi smatramo velikim i malim, predlažem da počnete sa “malim” stvarima, sa nečim u šta možete da poverujete da će se ostvariti i što je u Vašem umu donekle “realno” da se dogodi. To će stvoriti lavinu pozitivnih emocija i samopouzdanja koje možete iskoristiti kao pogon da stvarate sve veće i veće stvari.
5. Osmeh: Zapamtite, ovaj proces bi trebao da bude prijatan. Ako osećate nelagodu, nešto nije u redu. Nešto škripi i Vi morate da se vratite na korak 1. da to sredite. Život je ipak samo igra, samo slikanje po platnu, a magija počinje kada shvatite da ste VI slikar! Zato se opustite, uživajte u trenutku, kultivišite i širite pozitivna osećanja i osmehe svakog dana i ne brinite o ishodu ovog Vašeg “veštičarstva”. Morate biti svesni da stvarate promenu. A to znači da stvari neće biti iste. Ako osetite želju za radikalnom promenom (npr. selidba, razvod i sl.), nemojte tražiti izgovore da to ne uradite! Sve je to proces stvaranja Vašeg idealnog života i znajte da Vas čudesne stvari očekuju posle velike odluke ako se vodite njom. Moramo shvatiti da je sve prolazno, da je jedino promena stalna. Ako se vežemo za stvari koje više ne služe svrsi, tu gubimo sebe. A to je jedini greh koji postoji – ići protiv sebe.

## Izreke poznatih ljudi
- "Vi stvarate sopstveni svemir u svakom trenutku."- Vinston Čerčil
- "Sve ono što jesmo je ishod onoga o čemu smo mislili."- Buda
- "Ne bih znao da kažem kakva je ovo sila. Znam samo da postoji."- Aleksander Grejam Bel
- "Mašta je sve. To je pregled budućih životnih dešavanja."- Albert Ajnštajn
- "Šta god um čoveka može zamisliti, to može da se postigne."- V. Klement Stoun[4]
- "Budite zahvalni za ono što imate. Na kraju ćete imati više. Ako se koncentrišete na ono što nemate, nikada nećete imati dovoljno."- Opra Vinfri
- "Da bi bilo šta uneli u svoj život, zamislite da je već tu."- Ričard Bah[5]
- "Kada uradiš nešto čega se najviše bojiš, možeš uraditi sve."- Napoleon Bonaparta
- "Dobijamo tačno ono šta smo očekivali da ćemo dobiti"- Nikola Tesla
- "Tvoje misli su arhitekta tvoje sudbine."- Nostradamus

## Spoljašnje veze
- www.pegfitzpatrick.com
- www.juliustoltesi.com
- www.positivelypositive.com
- www.selfhelprobot.com Архивирано на веб-сајту  (20. април 2016)
- www.psychicircle.com Архивирано на веб-сајту  (15. септембар 2019)
- www.zakonprivlacenja-kljuc.com